# Roland Conar

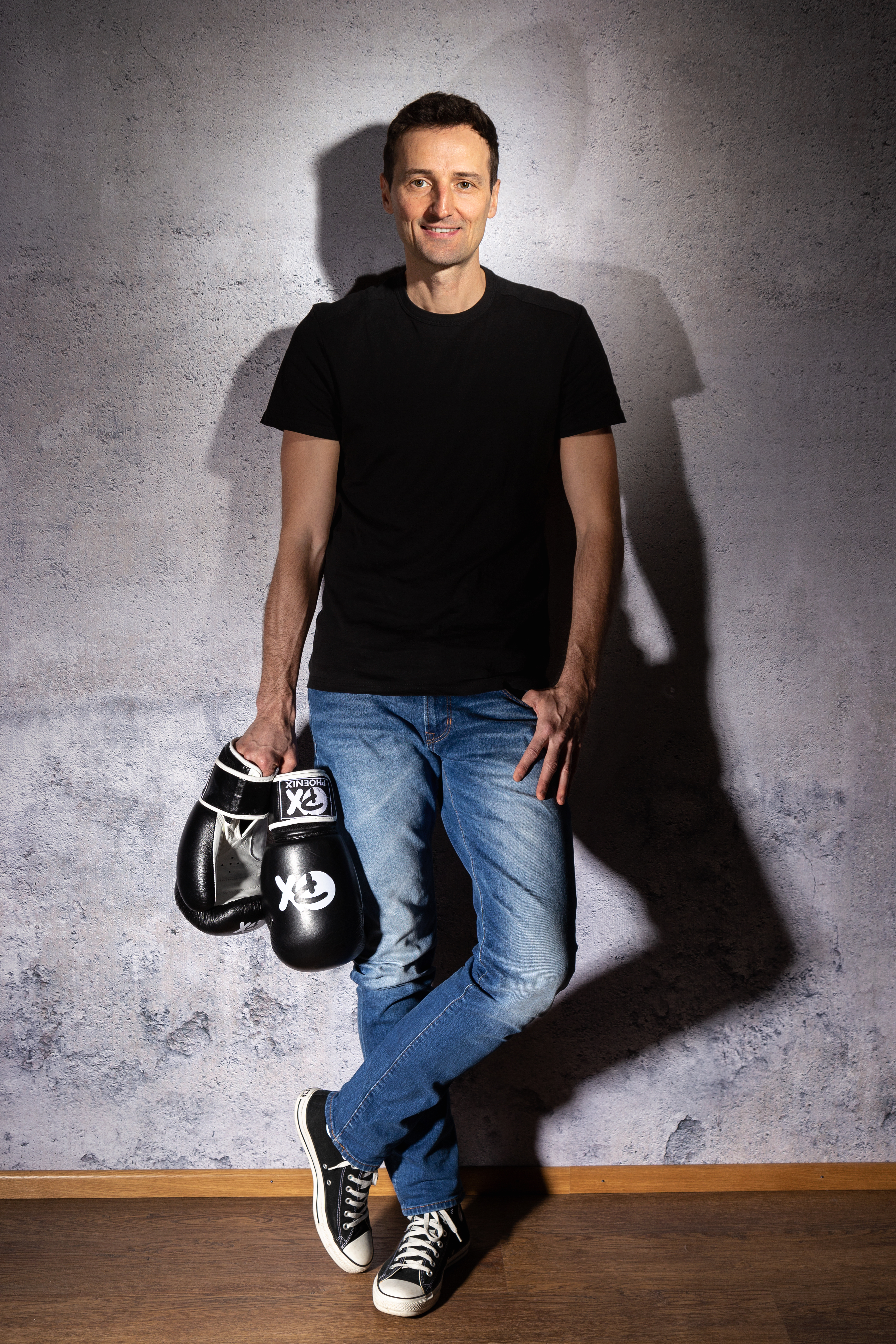
Roland Conar (2018)

Roland Conar (* 11. Dezember 1973) ist ein deutscher Kickboxer mit kroatischen Wurzeln. Er ist dreizehnfacher Weltmeister im Kickboxen und Träger des 4. Dans im Kickboxen.
Mit 13 Weltmeistertiteln ist er einer der erfolgreichsten Pointfighting- und Leichtkontakt-Mittelgewichtskämpfer.

## Erfolge
Kickboxing Leichtkontakt Titel:
- Weltmeister WKA Leichtkontakt 2011

Kickboxing Pointfighting Titel:
- Weltmeister WKA 1995, 1996[1], 1999, 2001, 2011
- Weltmeister WKA Mannschaft 2001
- Weltmeister WKA-IAKSA 2004
- Weltmeister WKA Pro Liga 02
- Weltmeister WAKO 1999
- Vize-Weltmeister WAKO 1997
- World Cup Gewinner 1997 WAKO
- Weltmeister WAKO-PRO Liga 1999
- Weltmeister WKA-IAKSA 2004
- Weltmeister ISKA 1996
- US Open Grandchampion 1996 (als erster Europäer überhaupt in der Geschichte des Kickboxing Sports)[2]

- mehrmals Europameister ISKA, Deutscher Meister WKA und WAKO, Deutscher Meister Tae Kwon Do, Deutscher Meister WKA Kickboxing Low Kick usw.

Ehrungen und Graduierung:
- Kickboxing Sportler des Jahres WKA Deutschland
- Kickboxing Sportler des Jahres WAKO Kroatien
- 4.Dan Kickboxing WKA und WAKO
- Badischer Sportbund für Schulprojekt „Starke Werte, starke Schüler“

Beruf:
- Mental Coach für
- Kinder, Jugendliche und Erwachsene
- Profisportler – Sportmannschaften – Unternehmen – Schulen

Turniersiege:
130